# Wilhelm Dilthey (Amtmann)
Wilhelm Dilthey (* 1. Juli 1810 in Diez; † 30. Juni 1862 in Wiesbaden) war nassauischer Beamter und Amtmann.
Wilhelm Dilthey war der Sohn des Hofpredigers Samuel Dilthey (22. Juni 1770 in Eisemroth; † 10. April 1832 in Diez) und dessen Frau Karoline geborene Winckel (1777–1864) aus Berleburg. Er heiratete 1838 Franziska Winckel aus Berleburg (1807–1869).
Wilhelm Dilthey besuchte 1826 bis 1828 das Gymnasium Weilburg und studierte dann Rechtswissenschaften in Gießen und Göttingen. 1831 wurde er Amtsakzessist in Diez, Hochheim, Rüdesheim und Montabaur. 1840 bis 1848 war er Amtssekretär in Höchst und Schwalbach. 1848 wurde er Landesoberschulheißereiverwalter in Wiesbaden. 1848 bis 1849 war er Amtmann im Amt Höchst. Nachdem die 1849 abgeschafften Ämter 1854 wieder eingerichtet worden waren, wurde er 1854 bis 1856 Amtmann im Amt Wallmerod und 1856–1862 im Amt Hadamar.